# ターンフロー

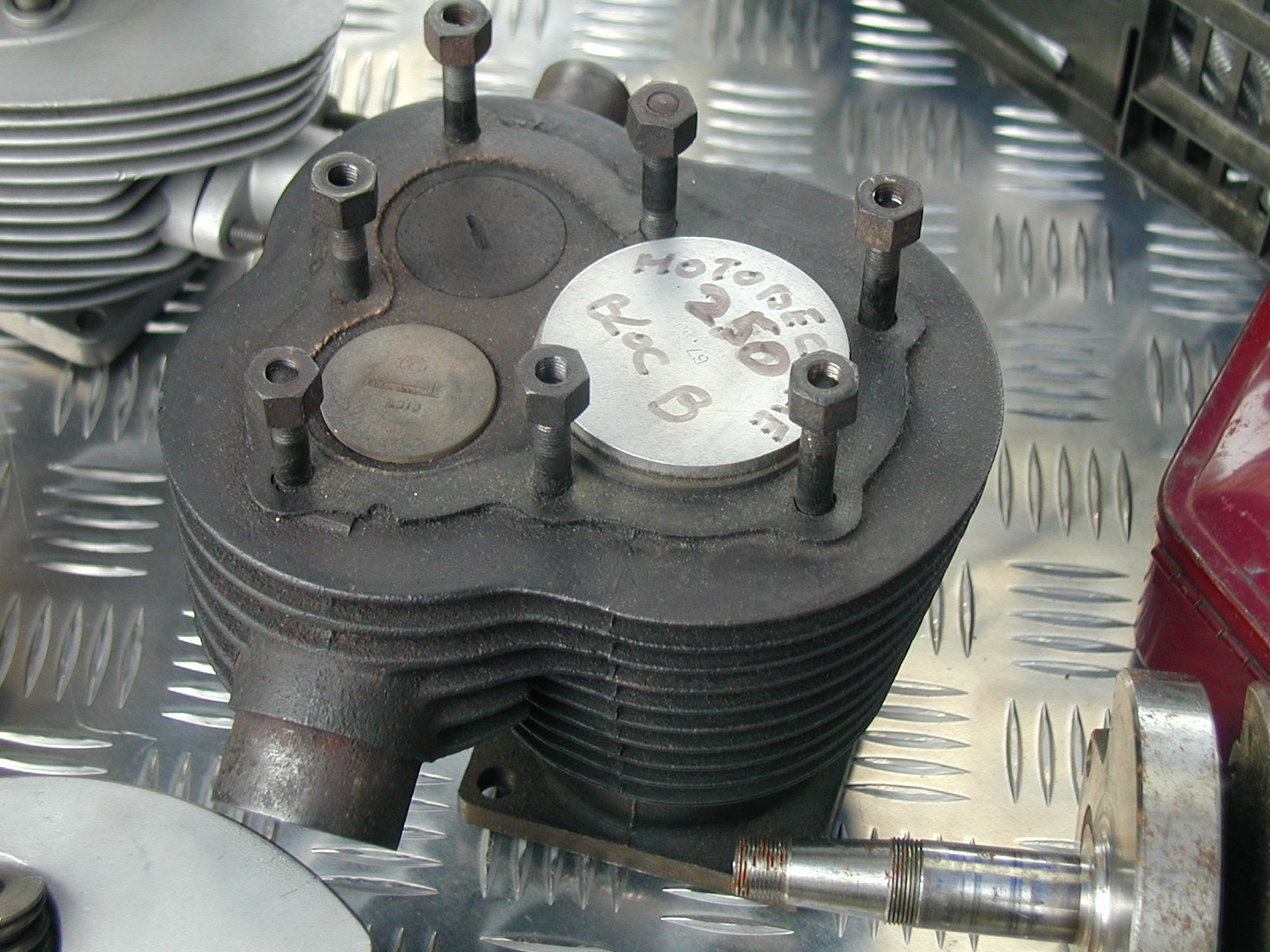
ハーレーダビッドソンのフラットヘッドエンジン。サイドバルブによく見られる典型的なターンフローである。

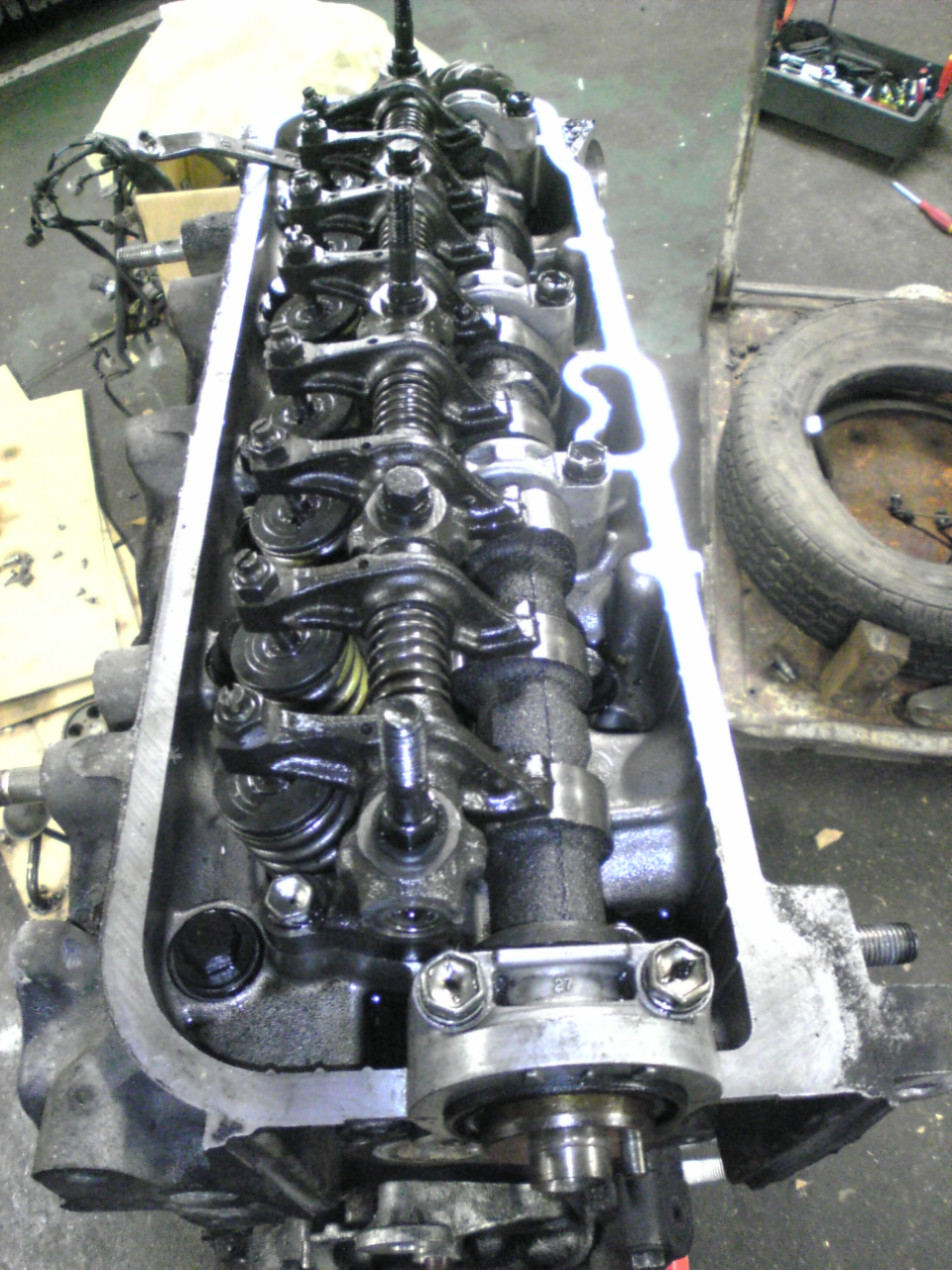
トヨタ・3A-U型エンジン。バルブが全て左側に寄っていることが分かる。

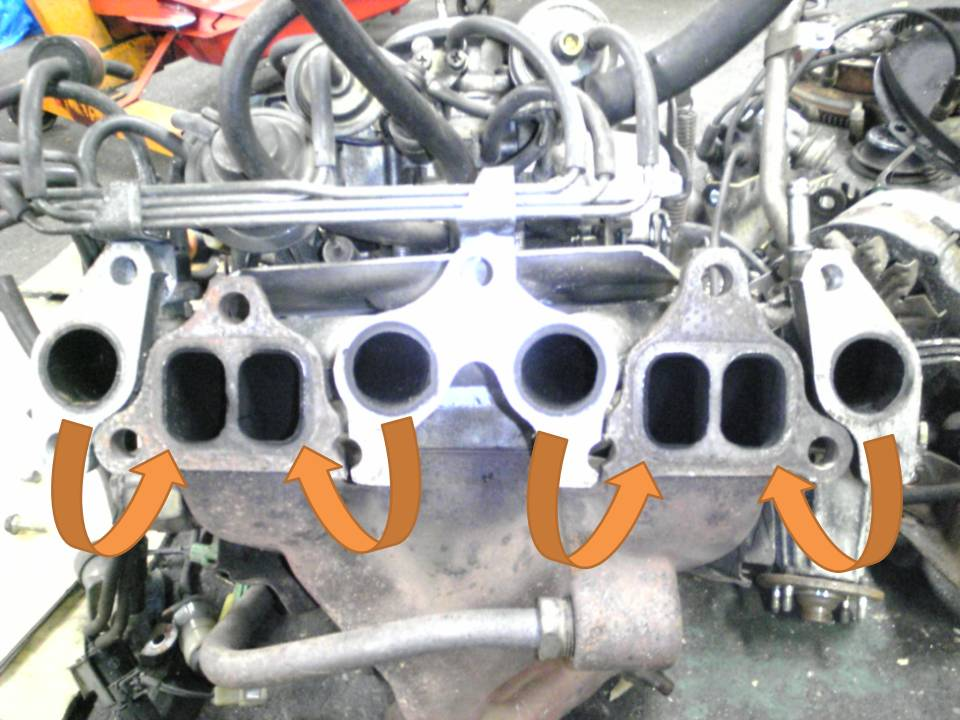
トヨタ・3A-U型エンジンのマニホールド。2気筒ごとに排気ポートを集合させていることが分かる。

ターンフローとは、内燃機関のうち4ストローク機関におけるシリンダーヘッドの吸排気形態の一つであり、シリンダーヘッドの片側に吸気ポートと排気ポートが一緒に設けられ、吸気が入って来た方向に戻る形で排気が抜けて行くタイプのものである。
リバースフローやカウンターフローと呼ばれることもある。
吸気と排気が燃焼室に対して一方向に流れていくクロスフローと対を成すものであり、クロスフローが登場する以前の旧世代技術でもある。

## 主要な欠点
かつてターンフローは、クロスフローデザインに比して構造が単純であり、トランスファーマシンによる加工作業をエンジンブロックの片側からのみ施せばよい（クロスフローでは両面加工を要する）という生産性のメリットもあって、長らく市場の主流であった。
しかし今日では、ターンフローデザインはクロスフローデザインに比べると、下記の2つの理由から工学的に決定的に劣る機構と見なされている。
- 一つは、クロスフローと比べると同じ大きさの半球型燃焼室を設計する際に、ターンフローは吸気ポートと排気ポートの大きさに制約が出やすい。これはクロスフローに比べて、高い回転数での吸気効率が決定的に劣るという結論に直結する。
- 二つめには、インテークマニホールドとエキゾーストマニホールドが隣接するため、インテークマニホールドとキャブレターが排気熱で熱せられてしまい、プレイグニッションやキャブレターのパーコレーション、バックファイアが発生しやすい。この欠点により、ターンフロー式ヘッドは圧縮比を高くしにくい。

市販エンジンにおいては例外的に日産・L型エンジンがターンフロー式ヘッドのまま過給機等を取り付けた高性能エンジンをラインナップしていたが、モータースポーツの現場においてはターンフロー式ヘッドが性能向上の大きな制約となり、オプションとしてクロスフローのLYヘッドやDOHCのLZヘッドが製作されるに至った。日産製のエンジンではA型エンジンもターンフローのOHVエンジンでありながら、チューン次第で10,000rpm以上回転するエンジンであったが、これは特殊な例外と言ってよい存在である。

## 欠点克服の為の技術的アプローチ

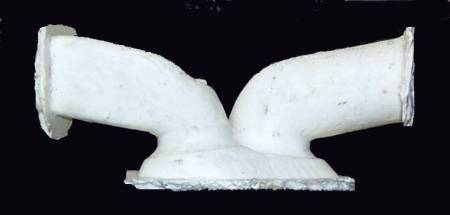
悪いとされるクロスフローポートの一例。フォード・フォーミュラ2000用エンジン（2,000cc 115PS/5,500rpm）のもので、シリンダーヘッドを極限まで薄く設計したことで、結果的にはポート形状に制約が生じている。

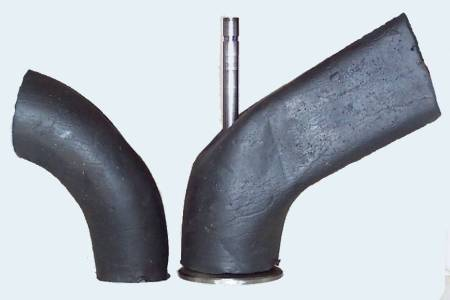
良いとされるクロスフローポートの一例。社外品の「GM Pro Stock head」のもので、1,300PS/8,500rpm以上を発揮する。クロスフローレイアウトであっても、極限の出力を追求した場合、このような形状の吸排気ポートと分厚いシリンダーヘッドが必要になってしまい、ターンフローと比較した際のスケールメリットは小さくなる。

このように欠点の多いターンフローは、日本車や多くのヨーロッパ車、アメリカ車などでは高性能と高出力、或いはエンジンのコンパクト化や熱対策のために比較的早期に見切りが付けられ、一部を除いてほとんどのエンジンがクロスフロー式ヘッドに移行していったが、日本やアメリカと比べてエンジン開発のための資本に乏しかったオーストラリア車やイギリス車においては、従来のターンフロー式ヘッドの性能を最大限引き出すために様々な技術的アプローチが試みられた。
ターンフローの一つめの欠点である吸排気ポートのサイズの問題は、排気ポートの上に吸気ポートを配置するレイアウトとし、シリンダーヘッド自体の厚さを可能な限り分厚くし、吸排気ポートの拡大余地を残す設計とすることである程度解決できた。クロスフローレイアウトの最大の利点は、吸排気ポートを交差配置とすることでシリンダーヘッド自体の厚さを薄くできることであったが、ポート加工を極限まで追求した場合、右画像に示すような縦方向に大きな吸排気ポートと分厚いシリンダーヘッドが必要となってしまうので、元々エンジンルームの大きさにある程度の余裕があったオーストラリア車やイギリス車では、敢えてターンフローのまま改良を行い続けるに値するだけのスケールメリットがあったのである。
このような設計を行った場合、排気ポートについては（極端に薄く作られたクロスフローヘッドと同様の）きつい角度の曲がりが生じるという問題が生じたが、ポート自体の径をより大型化することでいくらかは解決できた。
こうした設計の延長上で誕生したユニークな手法として、ブリティッシュ・レイランド・ミニとオーストラリアのホールデン製6気筒エンジンで用いられたサイアミーズ・ポート(Siamesed Port)と呼ばれる設計が挙げられる。サイアミーズ・ポートとは、2つの隣接したシリンダー間で巨大な吸排気ポートを共有するというもので、吸排気ポート拡大の手法を極限まで推し進めた結果、このような設計が誕生した。
しかし、このような手法は隣接するシリンダー間での混合気の奪い合いが発生し、片方のシリンダーでは混合気が多めに入り、もう片方のシリンダーでは混合気が薄めになるという事態を招くことになった。これは吸排気ポートを共有する2つのシリンダーが同時点火でないことに起因するものである。例えば4気筒エンジンのブリティッシュ・レイランド・ミニの場合は点火時期設定が1-3/4-2の順番であり、ポート自体は1番と2番、3番と4番シリンダー同士で共有される。この場合、先に点火する1番と3番シリンダーがより多くの混合気を吸い込む傾向となり、後で点火する2番と4番シリンダーは混合気が少なめとなる傾向になる。また、このような構成では低回転域のトルクを稼ぐためのヘルムホルツ共鳴や排気洗浄作用を利用したインテークマニホールドやエキゾーストマニホールドの体積効率改善が行いにくく、ターンフローヘッドを高回転を多用するモータースポーツ向けに改造する場合を除いては次第に廃れていくことになった。
ターンフローの第二の問題である熱問題に関しては、エキゾーストマニホールドに耐熱バンテージやセラミックコーティングを施すなどの対策である程度解決が可能であった。日産・フェアレディZ S130型では、ボンネットにNACAダクト (en:NACA duct)を配置して吸排気マニホールドの集中的な冷却を促す手法も採られていた。逆に、一部の車種においてはエキゾーストマニホールドの熱を意図的にインテークマニホールドに伝えて、燃料の気化を強制的に行う手法が採られることもあった。これにより、インテークマニホールドで乱流を起こしやすくするための流体力学的に不利な管路設計を行う必要がなくなるメリットがあったが、現在ではこのようなある種強引とも思えるような解決策を用いてまでターンフローを利用することはほぼなくなっている。

## 利点
キャブレター仕様のエンジンにおいては、霧化が十分でない混合気は低回転域でのトルクや馬力を減少させる要因となる。ターンフロー式シリンダーヘッドは吸気ポートと排気ポートが隣接しているため、黎明期の低出力・低回転のエンジンでは排気熱が霧化を促進し、低回転域での出力を向上させる役割を果たした。
エンジン部品の生産面においては、インテークマニホールドとエキゾーストマニホールドを一体部品として製造できることで、製造コストを下げられる。エキゾーストマニホールドの熱でインテークマニホールドが暖められ、冷間始動性の向上も期待できた。後にインテークマニホールドとエキゾーストマニホールドが別部品として製造されるようになった時代には、ヒートライザーと呼ばれる排気ガス循環装置を用いてインテークマニホールドを暖める機構も考案された。
吸気ポートの暖気効果以外でのターンフロー式シリンダーヘッドの利点は、排気ガスが吸排気ポートに逆戻りする際に燃焼室内に強力な乱流が自然発生し、クロスフローヘッドに比べてより短いバルブオーバーラップで排気洗浄作用を利用した吸気促進（体積効率改善）が図れるという点である。
しかし、エンジンの高出力・高回転化が進んでくるとこれらの利点は逆に吸気ポートの高熱化によるプレイグニッションやバックファイアの発生という欠点として顕在化した。クロスフローに比べて乱流発生能力が優れるという利点も、クロスフローヘッド側の吸排気ポート及びインテーク・エキゾーストマニホールド全体の設計が洗練されてくるとほとんど優位性を発揮できなくなっていった。
プライベートチューンにおいてはロッカーアームの長さ（ロッカーアームレシオ）を変更するだけで、カムシャフトを変更することなくバルブリフト量の増大が図れる。クロスフロー燃焼室でカムシャフトを挟んで左右にロッカーアームが振り分けられている場合には、レシオの変更により吸気側と排気側のバルブタイミングが逆方向にずれる（つまりバルブオーバーラップが直接変化する）為に、カムシャフトも同時変更しなければ性能が低下する場合もあるが、シリンダーヘッドの片側に吸排気ロッカーアームが集中配置されているターンフローヘッドでは、レシオの変更の際には吸排気バルブタイミングが同一方向にずれる（つまりバルブオーバーラップは直接の影響を受けない）為、調整式カムスプロケットによるバルブタイミング再調整のみで、必要最低限の部品交換で容易に性能増大が図れる利点がある。
また、マニホールドが置かれない側にオルタネーターやエアコンプレッサーなどの補機類をレイアウトする場合、エキゾーストマニホールドからの輻射熱から遠ざけられることから、それらの長寿命化が期待でき、また整備性の向上も期待できる。

## 過給機の利用

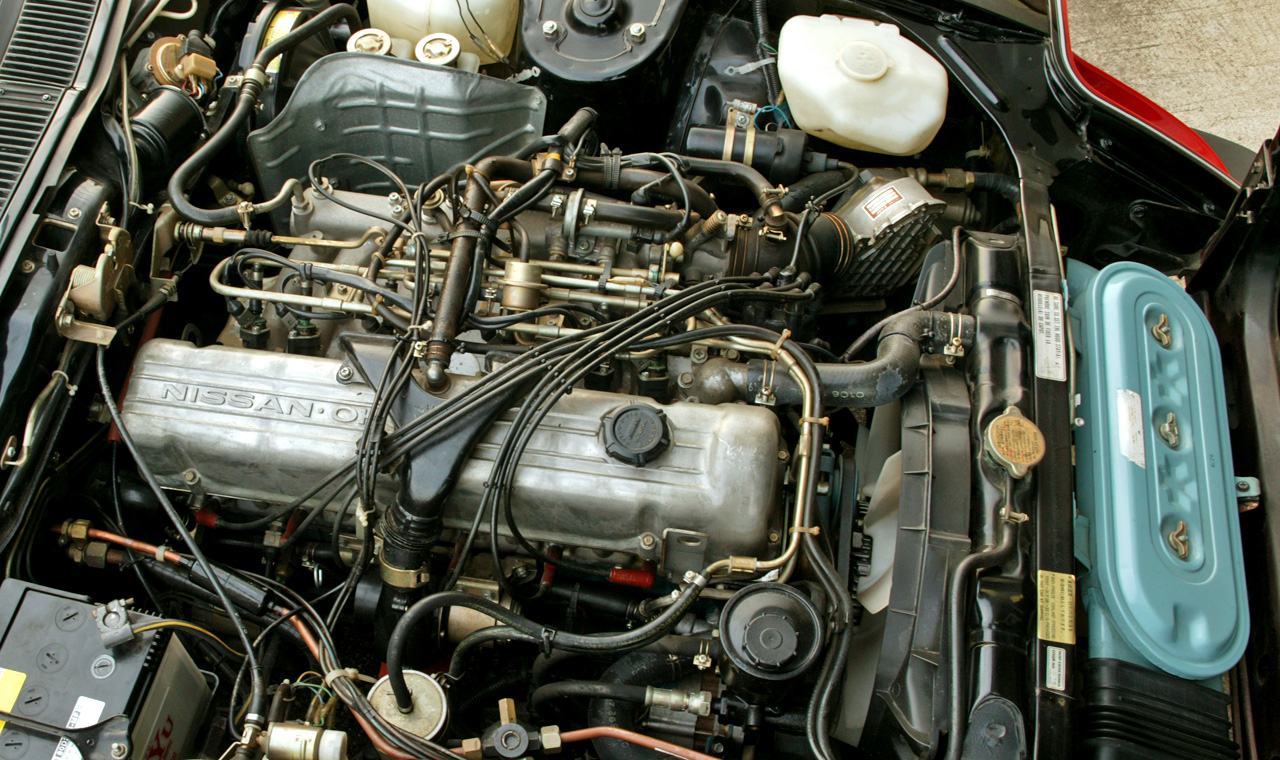
ターンフローの最終進化形ともいえる領域に到達した日産・L型エンジンのL28ETターボエンジン。純正状態ではインタークーラーは装備されなかったが、S130型フェアレディZの余裕有る車体サイズはインタークーラー装着も含めたターボチューンの多くを許容し、日本のみならずアメリカでも大ヒットとなった。

ターンフロー式シリンダーヘッドにおける過給機の利用は、クロスフロー式ヘッドに対するターンフローの絶対的な劣位を改善するために有効であった。ターンフローの吸排気ポートの効率の悪さは、過給機によって大量の混合気と排気ガスが押し込まれる状況となった時には、自然吸気の時程深刻な影響とはならなかったためである。
初期のターンフロー式シリンダーヘッドのターボエンジンではターボチャージャーのコンプレッサーハウジングに直接インテークマニホールドを接続するレイアウトを採った。これはインタークーラーが使用できなくなる反面、過給経路が最短となるためにターボラグの発生が少なくなり、レスポンスの良いターボエンジンを作ることが可能であった。しかし、ターボエンジンでも過給圧が非常に大きくなり、インタークーラーの設置が不可欠な時代となってくると、上記のターンフローならではのレイアウトは廃れていった。
しかし今日では前述のサイアミーズ・ポートと組み合わせ、インテークマニホールドやエキゾーストマニホールドの設計にも拘った本格的なフルチューンを施すことにより、本来の設計の限界を超えた出力を発揮できるようになっている。

## チューンアップ対象としてのターンフロー
ターンフローは本来は低回転を多用するキャブレターエンジンに最も適した構成の設計であり、エンジンの生産コストダウンのために利用される、内燃機関の進化という点ではどちらかと言えば後ろ向きな位置づけの設計であった。
しかし、高性能化のための技術者やチューナーの創意工夫によりサイアミーズ・ポートのような奇想天外なアイデアが生まれ、高性能なインテークマニホールドやエキゾーストマニホールドを組み合わせた上で、自然吸気エンジンの場合にはシリンダーブロックの限界までボアアップし、高性能なキャブレターや極端にオーバーラップの大きいハイカムを搭載し、ターボエンジンの場合にはインタークーラーを組み合わせたターボチャージャーとフルコンピューター制御の燃料噴射装置を組み合わせ、クロスフロー式ヘッドに劣らない程の高出力を発揮することも、今日では十分に可能となっている。
元の設計の非力さをチューナー自身の創意工夫で別物のエンジンに生まれ変わらせられる要素が改造指向の強いエンスージアストに受けるためか、ターンフロー式シリンダーヘッドは日本では日産・L型エンジンや日産・A型エンジン、トヨタ・K型エンジン、海外ではブリティッシュ・レイランド・ミニやオーストラリア・ホールデン製6気筒エンジン、或いはオーストラリア・フォード製直列6気筒エンジンのオーナーを中心に未だに根強い支持を受け続けている。

## 衰退
日本車に於いては、1980年代以降の高性能化の流れによって、クロスフローSOHC、DOHCヘッドを持つエンジンが当たり前となると、ターンフローヘッドを持つエンジンを搭載した車両は限られることとなる。
トヨタ自動車はコスト、信頼性、整備性の面から21世紀に入っても尚商用車の一部にEFI化したカウンターフローエンジン（タウンエースバンの7K-E、コンフォート系の3Y-PE）を採用し続けたが、排ガス規制・燃費規制強化等によって消滅したが、高回転化・高出力化の必要のないフォークリフト等の産業用途として採用されているものもあり、ディーゼルエンジンの一部では、OHVのままクロスフロー化された例（15B型など）も存在する。

## ディーゼルエンジン
ディーゼルエンジンはガソリンエンジンと異なり、シリンダー内部に予燃焼室や渦流室などが配置され、ピストン側に窪みを設けるキャビティ構造によって燃焼室が形成される。基本的に吸気ポートからは空気しか流れ込まず、予燃焼室やキャビティによって強力な乱流が発生する為に、吸気ポート形状による混合気への悪影響はガソリンエンジンよりも小さい。また、最高回転数がガソリンエンジンと比較して低い事から、高回転域の吸排気特性悪化をそれほど考慮する必要もかつては低かった。
その為、排ガス規制が強化される近年までは比較的廉価なディーゼルエンジンにはターンフローヘッドが採用される事が多く、低回転特性のさらなる強化を目的としたディーゼルターボエンジンにおいては、インタークーラーを設けずにターンフローレイアウトでターボラグを最小限に抑える工夫がされる事も多かった。

## 2ストロークエンジン

最も一般的なループ掃気方式であるシニューレ式における掃気・排気ポート配置例

車両用エンジンとして最も広く使用されているクランクケース圧縮式2ストローク機関においては、吸気口はクランクケースに配置され、シリンダー内の吸排気はシリンダー側面の掃気ポート及び排気ポートがピストンの上下動で直接開閉される事で行われる。
初期の2ストローク機関は掃排気ポートがピストンを挟んで正対した、クロス式掃気(4ストロークのクロスフローに相当する)が採用されていたが、新気が排気ポートに一直線に抜けてしまう事で、ポートより上方の燃焼室に排気ガスが取り残されて燃焼効率が悪化する欠点が4ストロークのクロスフローよりも顕在化しやすかった。
これを補う為にピストントップを高く盛り上げたディフレクターピストンなどが採用されたが、クランク側の回転質量（クランクマス）が大きくなり、高回転化が行い難くなる欠点が存在した為、4ストロークとは逆に今日ではターンフローに類似した掃排気ポート配置を採る事で新気をシリンダー内で反転させ、掃気効率改善とクランクマス低下を両立したループ式掃気が主流となっている。